# Хамзич, Амир
А́мир Ха́мзич (босн. Amir Hamzić; 5 января 1975, Зворник, СФР Югославия) — боснийский футболист.

## Клубная карьера
До 2000 года играл в боснийском клубе «Слободе» из Тузлы. В 2000 году был заявлен швейцарским клубом «Арау» для участия в сезоне 2000/01. В первых числах августа 2002 года был дозаявлен российским клубом «Анжи» из Махачкалы к матчам российской Премьер-лиги. Буквально через несколько дней дебютировал за махачкалинцев в выездном матче 18-го тура против «Ростова», который состоялся 3 августа 2002 года. В том матче Хамзич вышел с первых минут, однако на 40-й минуте матча его заменил Алексей Савельев. Всего же за «Анжи» провёл 4 матча в Премьер-лиге и 3 в первенстве дублёров. В конце сезона, после того как «Анжи» покинул Премьер-лигу, руководство клуба из-за квоты на легионеров в Первом дивизионе приняло решение отказаться от услуг Хамзича, Глоговаца и Иванова. Был капитаном «Звезды» из Градачаца. За который в сезоне 2008/09 забил 2 мяча. В сезоне 2009/10 он был более результативен и в середине первенства был лучшим бомбардиром клуба, несмотря на возраст. В 2012 году на правах свободного агента перешёл в «Градину»